# The Dakotas
The Dakotas é um conjunto britânico de música pop. Tornaram-se conhecidos como banda de apoio do cantor Billy J. Kramer durante a década de 1960, quando a parceria emplacou singles como "I'll Keep You Satisfied", "From a Window", "I Call Your Name" e "Bad to Me" nas paradas musicais do Reino Unido.
Apesar de nenhum dos integrantes originais fazer parte do grupo, ele continua a gravar e excursionar regularmente.